# Amurgéb
Az amurgéb (Perccottus glenii)  a sugarasúszójú halak (Actinopterygii) osztályának a sügéralakúak (Perciformes) rendjébe, ezen belül az alvógébfélék (Odontobutidae) családjába tartozó faj.

## Előfordulása
Az amurgéb mint ahogy neve is mutatja, az Amur folyóból származik. E halfajt Eurázsia északi részének az összes folyójába betelepítették, köztük Oroszországba, Ukrajnába, Lengyelországba, Kína és a Koreai-félsziget északkeleti részeire.

## Életmódja
E halfaj kedveli az álló édesvízeket és lápvidékeket. Kisebb halakkal és férgekkel táplálkozik.

## Neve
Az amurgéb tudományos neve Perccottus glenii, de egyes források elírják. A Perccottus-t Percottus-nak, a glenii-t glehni-nak vagy glenhi-nak írják.

## Képek

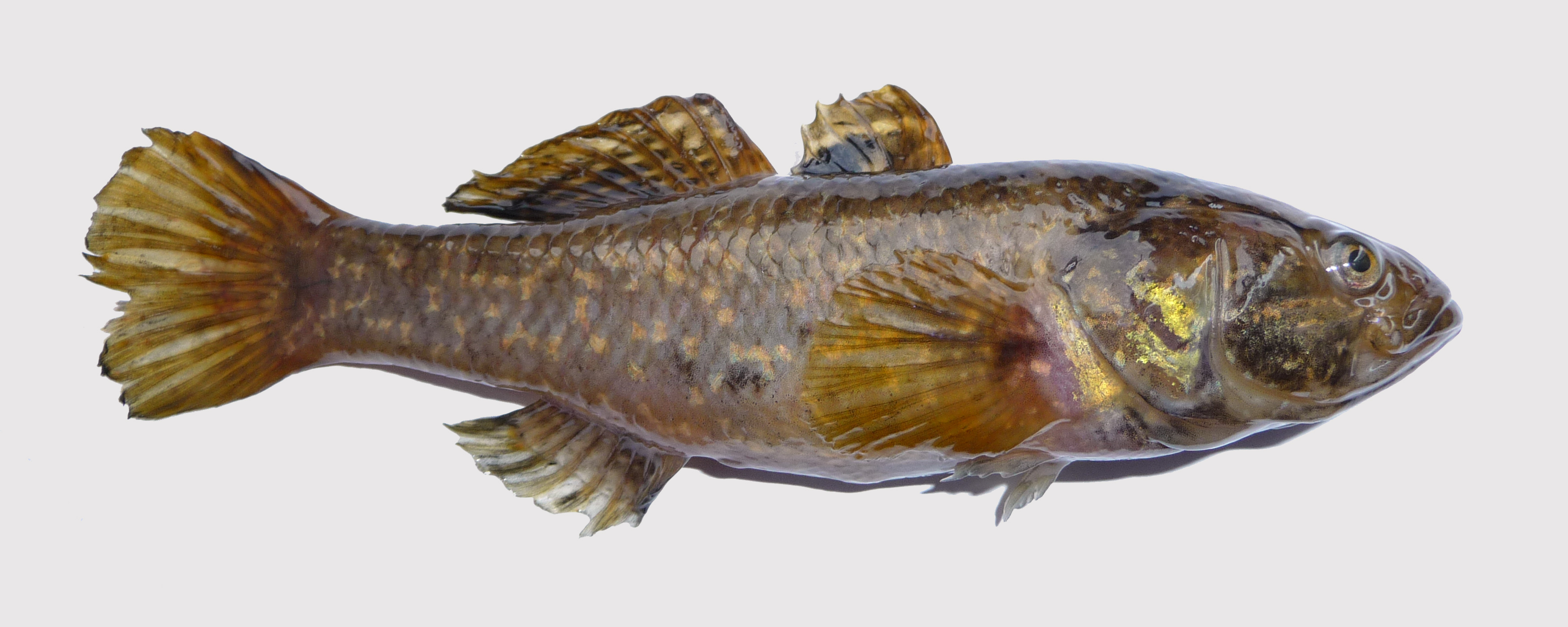
Az amurgéb jobb oldala,
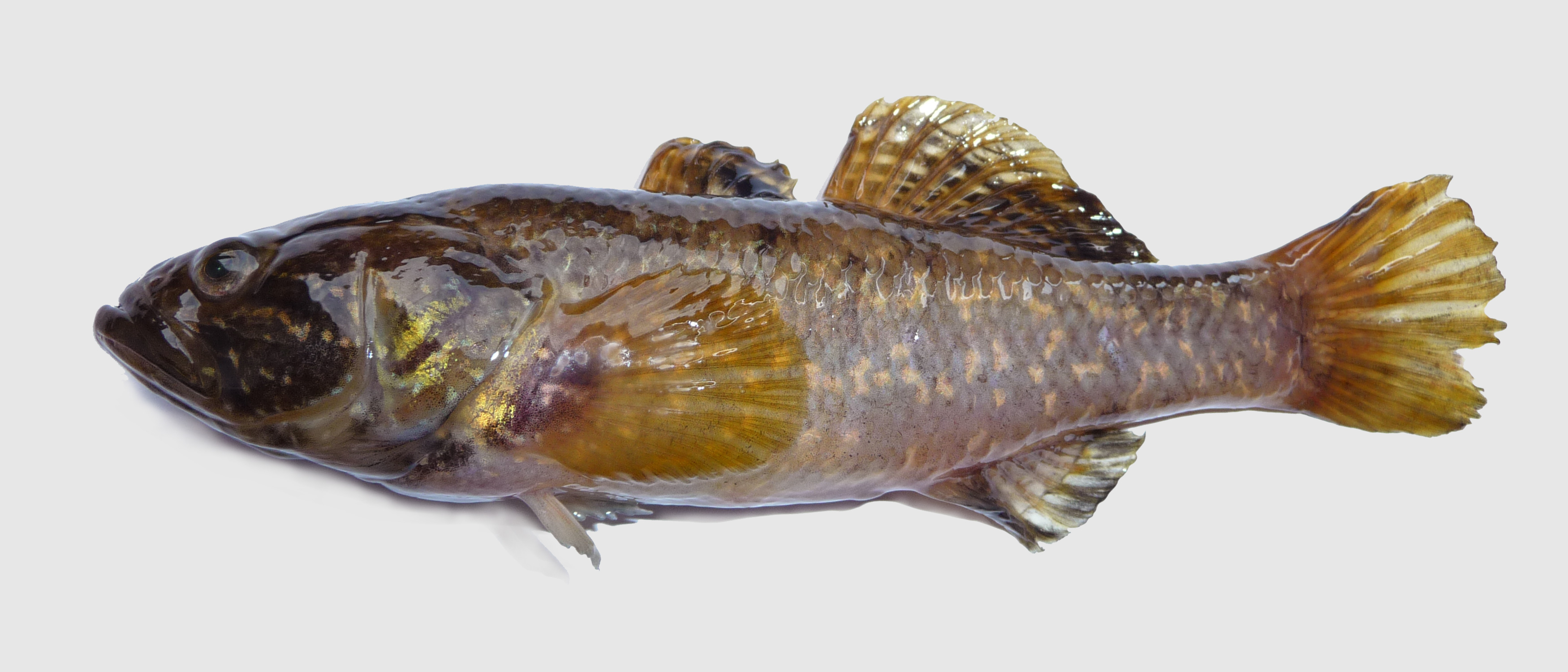
bal oldala
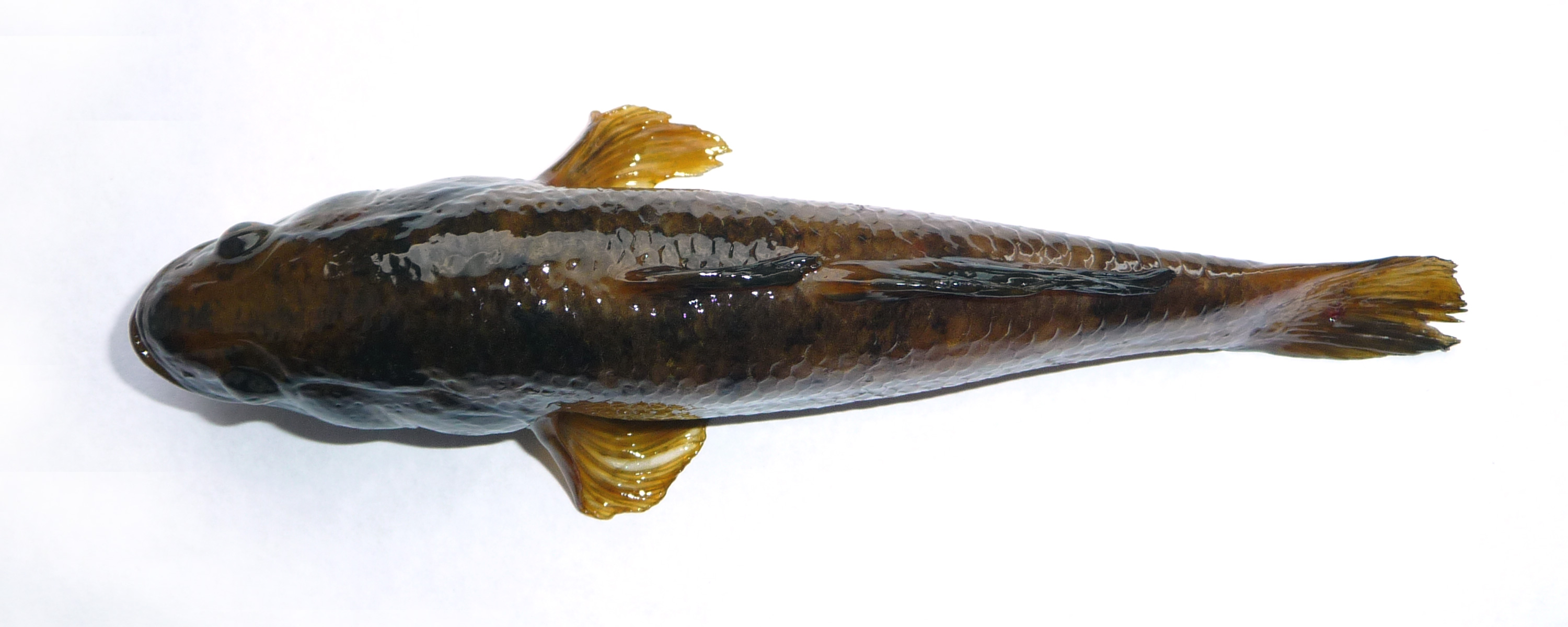
és fentről

## Fordítás
Ez a szócikk részben vagy egészben  a   Perccottus glenii című angol Wikipédia-szócikk fordításán alapul.  Az eredeti cikk szerkesztőit annak laptörténete sorolja fel. Ez a jelzés csupán a megfogalmazás eredetét és a szerzői jogokat jelzi, nem szolgál a cikkben szereplő információk forrásmegjelöléseként.